# Bruno Giacomelli
Bruno Giacomelli (* 10. September 1952 in Borgo Poncarale) ist ein ehemaliger italienischer Automobilrennfahrer. Er startete zwischen 1977 und 1990 in der Formel 1.

## Anfänge
1976 gelang es Giacomelli als bisher einzigem italienischen Fahrer, die Britische Formel-3-Meisterschaft zu gewinnen. Als er 1978 auch in der Formel-2-Europameisterschaft überlegen auf einem March-BMW gewann, war er der populärste Rennfahrer in seinem Heimatland.

## Beginn der Karriere bei McLaren
Dank reichhaltiger Sponsorengelder des Tabakkonzerns Philip Morris Companies Inc. gelangte Giacomelli während der Formel-1-Saison 1977, einen Tag nach seinem Geburtstag beim Heimrennen in Monza, ins Cockpit eines dritten Werks-McLaren, was damals durch das Reglement möglich war. McLaren stellte zwar zu diesem Zeitpunkt mit James Hunt den amtierenden Weltmeister, doch die WM dieses Jahres gewann Niki Lauda auf einem Ferrari. Giacomellis Einsatz verlief unauffällig. Er blieb auch 1978 bei McLaren und fuhr fünf Rennen für das Team, das deutlich von den Konkurrenten überflügelt wurde und mit 15 Punkten nur Platz 8 der Konstrukteurs-Weltmeisterschaft belegte.

## Wechsel zu Alfa Romeo
Zum sechsten Rennen der Saison 1979 wechselte Giacomelli mit einem lukrativen Vertrag zu Alfa Romeo. Zwar hatte Alfa beim Comeback nach einem Jahr eingehender Tests auf der hauseigenen Strecke das erste Mal seit 1965 ein komplett eigenes Fahrzeug zur Verfügung, doch der zu schwere 180-Grad-12-Zylinder-Motor stammte noch aus dem Vorjahr und das Chassis entsprach nicht dem aktuellen Ground-Effect-Prinzip. Daher zeugte es von Giacomellis Klasse, dass er sich für einen 14. Startplatz qualifizierte. Häufige Defekte und übermotivierte Fahrweise, was die Schwächen des Fahrzeugs ausgleichen sollte, ließen sowohl ihn als auch seinen Teamkollegen Vittorio Brambilla häufig von der Strecke abkommen. Dadurch erzielte keiner der beiden Fahrer Punkte für das Team.

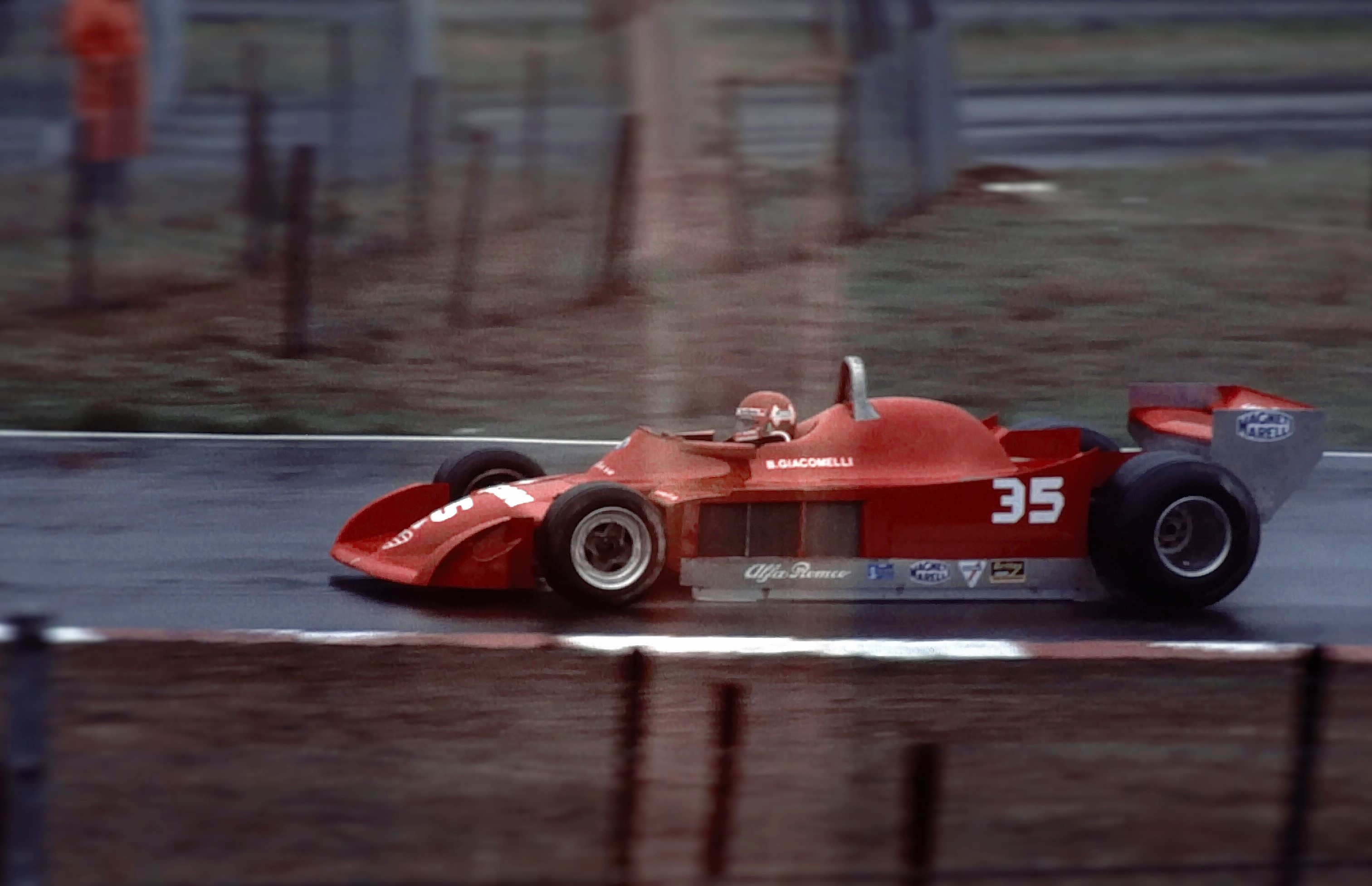
Bruno Giacomelli im Alfa Romeo 177 beim Großen Preis von Belgien 1979

In der Saison 1980 schien es bei Alfa voranzugehen. Talentierte Piloten wie Patrick Depailler und später Andrea de Cesaris sollten den Rennstall nach vorne bringen. Insbesondere die Testarbeit Depaillers war erfolgversprechend – doch er verunglückte tödlich bei Testfahrten zum Grand Prix von Deutschland auf dem Hockenheimring. Unfallursache war wahrscheinlich die Unberechenbarkeit der Wing-Cars jener Zeit. Zuvor hatte Giacomelli mit dem fünften Rang beim Eröffnungsrennen in Buenos Aires die ersten Wertungspunkte erzielt. Trotz des Schocks über den Tod des bei allen Fahrern beliebten Depailler konnte Giacomelli den fünften Platz auf dem Hockenheimring wiederholen und beim Abschlussrennen in Watkins Glen sogar die Pole-Position erringen. Im Rennen streikte jedoch das unzuverlässige Triebwerk.
Für die nächste Saison verpflichtete Carlo Chiti, der Rennleiter von Alfa Romeo, Mario Andretti, der bei Lotus unzufrieden war, als Teamkollegen von Bruno Giacomelli. Erstaunlicherweise ließ Giacomelli den höher eingeschätzten Andretti mit sieben zu drei Punkten hinter sich. Nach dem vierten Platz beim Rennen in Kanada erreichte er mit Platz drei beim „Parkplatz-Grand-Prix“ von Las Vegas seine erste und einzige Platzierung auf dem Siegerpodest.
Im darauffolgenden Jahr überflügelte ihn jedoch de Cesaris. Der fünfte Platz von Giacomelli in Hockenheim war für Alfa Romeo zu wenig, nachdem der jüngere Fahrer beim Grand Prix von Monaco den dritten Platz belegt hatte.

## Ausklang der Karriere
Giacomelli wechselte zu Toleman-Hart für das folgende Jahr 1983, in dem Nelson Piquet auf Brabham-BMW erster Turbo-Weltmeister wurde, während Giacomelli in Brands Hatch ein letztes Mal einen WM-Punkt erreichte. Da sein Teamkollege Derek Warwick ihn hinter sich gelassen hatte, verkündete Giacomelli seinen Rückzug vom Rennsport.

## Gescheitertes Comeback in der Formel 1
Völlig überraschend trat Giacomelli bei der Premiere des nicht konkurrenzfähigen Formel-1-Teams Life Racing sieben Jahre später in Monaco an. Es gelang ihm jedoch nicht, den leistungsschwachen Life L190 über die Vorqualifikation hinauszubringen. Denn Konstrukteur Gianni Marelli hatte lediglich das Chassis eines Formel-1-Prototyps von First Racing (First F189) genommen und mit dem Life F35 eine überaus komplizierte W12-Zylinder-Eigenkonstruktion hineingesetzt, die – so Giacomelli – mindestens 250 PS weniger leistete als die der anderen Rennwagen. Selbst als Marelli den exotischen Motor zum Jahresende durch ein Aggregat von Judd ersetzte, kam der Wagen nicht über die Vorqualifikation hinaus. Anlässlich des 50-jährigen Jubiläums der Formel 1 kürte die Automobilzeitschrift sport auto den roten „Life“ zum wahrscheinlich schlechtesten Monoposto aller Zeiten.

## Statistik

### Statistik in der Automobil-Weltmeisterschaft

#### Gesamtübersicht
| Saison | Team                     | Chassis                        | Motor                                 | Rennen | Siege | Zweiter | Dritter | Poles | schn. Runden | Punkte | WM-Pos. |
| ------ | ------------------------ | ------------------------------ | ------------------------------------- | ------ | ----- | ------- | ------- | ----- | ------------ | ------ | ------- |
| 1977   | Marlboro Team McLaren    | McLaren M23                    | Ford Cosworth DFV 3.0 V8              | 1      | –     | –       | –       | –     | –            | –      | NC      |
| 1978   | Marlboro Team McLaren    | McLaren M26                    | Ford Cosworth DFV 3.0 V8              | 5      | –     | –       | –       | –     | –            | –      | NC      |
| 1979   | Autodelta                | Alfa Romeo 177 Alfa Romeo 179  | Alfa Romeo 3.0 F12 Alfa Romeo 3.0 V12 | 4      | –     | –       | –       | –     | –            | –      | NC      |
| 1980   | Marlboro Team Alfa Romeo | Alfa Romeo 179                 | Alfa Romeo 3.0 V12                    | 14     | –     | –       | –       | 1     | –            | 4      | 16.     |
| 1981   | Marlboro Team Alfa Romeo | Alfa Romeo 179B / 179C         | Alfa Romeo 3.0 V12                    | 15     | –     | –       | 1       | –     | –            | 7      | 15.     |
| 1982   | Marlboro Team Alfa Romeo | Alfa Romeo 179D Alfa Romeo 182 | Alfa Romeo 3.0 V12                    | 16     | –     | –       | –       | –     | –            | 2      | 22.     |
| 1983   | Candy Toleman Motorsport | Toleman TG183B                 | Hart 1.5 L4 turbo                     | 15     | –     | –       | –       | –     | –            | 1      | 19.     |
| 1990   | Life Racing              | Life F190                      | Life 3.5 W12 Judd 3.5 V8              | 12     | –     | –       | –       | –     | –            | –      | –       |
| Gesamt | Gesamt                   | Gesamt                         | Gesamt                                | 82     | 0     | 0       | 0       | 1     | 0            | 14     |         |

#### Einzelergebnisse
| Saison | 1   | 2    | 3    | 4    | 5    | 6    | 7    | 8    | 9    | 10   | 11   | 12   | 13   | 14  | 15 | 16 | 17 |
| ------ | --- | ---- | ---- | ---- | ---- | ---- | ---- | ---- | ---- | ---- | ---- | ---- | ---- | --- | -- | -- | -- |
| 1977   |     |      |      |      |      |      |      |      |      |      |      |      |      |     |    |    |    |
|        |     |      |      |      |      |      |      |      |      |      |      |      | DNF  |     |    |    |    |
| 1978   |     |      |      |      |      |      |      |      |      |      |      |      |      |     |    |    |    |
|        |     |      |      |      | 8    |      |      | DNF  | 7    |      |      | DNF  | 14   |     |    |    |    |
| 1979   |     |      |      |      |      |      |      |      |      |      |      |      |      |     |    |    |    |
|        |     |      |      |      | DNF  |      | 17   |      |      |      |      | DNF  |      | DNF |    |    |    |
| 1980   |     |      |      |      |      |      |      |      |      |      |      |      |      |     |    |    |    |
| 5      | 13  | DNF  | DNF  | DNF  | DNF  | DNF  | DNF  | 5    | DNF  | DNF  | DNF  | DNF  | DNF  |     |    |    |    |
| 1981   |     |      |      |      |      |      |      |      |      |      |      |      |      |     |    |    |    |
| DNF    | NC  | 10   | DNF  | 9    | DNF  | 10   | 15   | DNF  | 15   | DNF  | DNF  | 8    | 4    | 3   |    |    |    |
| 1982   |     |      |      |      |      |      |      |      |      |      |      |      |      |     |    |    |    |
| 11     | DNF | DNF  | DNF  | DNF  | DNF  | DNF  | DNF  | 11   | 7    | 9    | 5    | DNF  | 12   | DNF | 10 |    |    |
| 1983   |     |      |      |      |      |      |      |      |      |      |      |      |      |     |    |    |    |
| DNF    | DNF | 13   | DNF  | DNQ  | 8    | 9    | DNF  | DNF  | DNF  | DNF  | 13   | 7    | 6    | DNF |    |    |    |
| 1990   |     |      |      |      |      |      |      |      |      |      |      |      |      |     |    |    |    |
|        |     | DNPQ | DNPQ | DNPQ | DNPQ | DNPQ | DNPQ | DNPQ | DNPQ | DNPQ | DNPQ | DNPQ | DNPQ |     |    |    |    |

| Legende  | Legende            | Legende                                                          |
| Farbe    | Abkürzung          | Bedeutung                                                        |
| -------- | ------------------ | ---------------------------------------------------------------- |
| Gold     | –                  | Sieg                                                             |
| Silber   | –                  | 2. Platz                                                         |
| Bronze   | –                  | 3. Platz                                                         |
| Grün     | –                  | Platzierung in den Punkten                                       |
| Blau     | –                  | Klassifiziert außerhalb der Punkteränge                          |
| Violett  | DNF                | Rennen nicht beendet (did not finish)                            |
| Violett  | NC                 | nicht klassifiziert (not classified)                             |
| Rot      | DNQ                | nicht qualifiziert (did not qualify)                             |
| Rot      | DNPQ               | in Vorqualifikation gescheitert (did not pre-qualify)            |
| Schwarz  | DSQ                | disqualifiziert (disqualified)                                   |
| Weiß     | DNS                | nicht am Start (did not start)                                   |
| Weiß     | WD                 | zurückgezogen (withdrawn)                                        |
| Hellblau | PO                 | nur am Training teilgenommen (practiced only)                    |
| Hellblau | TD                 | Freitags-Testfahrer (test driver)                                |
| ohne     | DNP                | nicht am Training teilgenommen (did not practice)                |
| ohne     | INJ                | verletzt oder krank (injured)                                    |
| ohne     | EX                 | ausgeschlossen (excluded)                                        |
| ohne     | DNA                | nicht erschienen (did not arrive)                                |
| ohne     | C                  | Rennen abgesagt (cancelled)                                      |
| ohne     | keine WM-Teilnahme |                                                                  |
| sonstige | P/fett             | Pole-Position                                                    |
| sonstige | 1/2/3/4/5/6/7/8    | Punktplatzierung im Sprint-/Qualifikationsrennen                 |
| sonstige | SR/kursiv          | Schnellste Rennrunde                                             |
| sonstige | *                  | nicht im Ziel, aufgrund der zurückgelegten Distanz aber gewertet |
| sonstige | ()                 | Streichresultate                                                 |
| sonstige | unterstrichen      | Führender in der Gesamtwertung                                   |

### Le-Mans-Ergebnisse
| Jahr | Team                  | Fahrzeug     | Teamkollege         | Teamkollege      | Platzierung | Ausfallgrund |
| ---- | --------------------- | ------------ | ------------------- | ---------------- | ----------- | ------------ |
| 1988 | Kenwood Kremer Racing | Porsche 962C | Kunimitsu Takahashi | Hideki Okada     | Rang 9      |              |
| 1989 | Porsche Kremer Racing | Porsche 962C | Kunimitsu Takahashi | Giovanni Lavaggi | Ausfall     | Feuer        |
| 1990 | Richard Lloyd Racing  | Porsche 962C | John Watson         | Allen Berg       | Rang 11     |              |

### Einzelergebnisse in der Sportwagen-Weltmeisterschaft
| Saison | Team                     | Rennwagen              | 1   | 2   | 3   | 4   | 5   | 6   | 7   | 8   | 9   | 10  | 11  | 12  | 13  | 14  | 15  | 16  | 17  |
| ------ | ------------------------ | ---------------------- | --- | --- | --- | --- | --- | --- | --- | --- | --- | --- | --- | --- | --- | --- | --- | --- | --- |
| 1979   | Joosen Racing            | BMW 530                | DAY | SEB | MUG | TAL | DIJ | RIV | SIL | NÜR | LEM | PER | DAY | WAT | SPA | BRH | ROA | VAL | ELS |
| 1979   | Joosen Racing            | BMW 530                |     |     |     |     |     |     |     |     |     | 11  |     |     |     |     |     |     |     |
| 1985   | Kremer Racing            | Porsche 956            | MUG | MON | SIL | LEM | HOK | MOS | SPA | BRH | FUJ | SEL |     |     |     |     |     |     |     |
| 1985   | Kremer Racing            | Porsche 956            | 8   |     |     |     |     |     |     |     |     |     |     |     |     |     |     |     |     |
| 1986   | Guest Team Kremer Racing | Lancia LC2 Porsche 962 | MON | SIL | LEM | NÜN | BRH | JER | NÜR | SPA | FUJ |     |     |     |     |     |     |     |     |
| 1986   | Guest Team Kremer Racing | Lancia LC2 Porsche 962 |     |     |     | DNF | DNF |     |     | 12  | 4   |     |     |     |     |     |     |     |     |
| 1987   | Lloyd Racing Mussato     | Porsche 962 Lancia LC2 | JAR | JER | MON | SIL | LEM | NÜN | BRH | NÜR | SPA | FUJ |     |     |     |     |     |     |     |
| 1987   | Lloyd Racing Mussato     | Porsche 962 Lancia LC2 |     |     | DNF |     |     | DNF |     |     |     |     |     |     |     |     |     |     |     |
| 1988   | Kremer Racing            | Porsche 962            | JER | JAR | MON | SIL | LEM | BRÜ | BRH | NÜR | SPA | FUJ | SAN |     |     |     |     |     |     |
| 1988   | Kremer Racing            | Porsche 962            |     |     | 6   |     | 9   |     |     | 10  |     | 16  |     |     |     |     |     |     |     |
| 1989   | Kremer Racing Mussato    | Porsche 962 Lancia LC2 | SUZ | DIJ | JAR | BRH | NÜR | DON | SPA | MEX |     |     |     |     |     |     |     |     |     |
| 1989   | Kremer Racing Mussato    | Porsche 962 Lancia LC2 | DNF | 18  |     | DNF | DNF | DNF | DNF | DNF |     |     |     |     |     |     |     |     |     |
| 1990   | Spice Engineering        | Spice SE90C            | SUZ | MON | SIL | SPA | DIJ | NÜR | DON | MOT | MEX |     |     |     |     |     |     |     |     |
| 1990   | Spice Engineering        | Spice SE90C            | DNF |     | 3   |     |     |     | 5   |     |     |     |     |     |     |     |     |     |     |